# José Gabriel Anaya y Diez de Bonilla
José Gabriel Anaya y Diez de Bonilla (* 16. März 1895 in Tepexpan, Bundesstaat México, Mexiko; † 6. Januar 1976) war ein mexikanischer Geistlicher und Bischof von Zamora.

## Leben
José Gabriel Anaya y Diez de Bonilla empfing am 3. April 1920 das Sakrament der Priesterweihe.
Am 10. März 1947 ernannte ihn Papst Pius XII. zum Bischof von Zamora. Der Bischof von San Luis Potosí, Gerardo Anaya y Diez de Bonilla, spendete ihm am 25. Mai desselben Jahres die Bischofsweihe; Mitkonsekratoren waren der Erzbischof von Monterrey, Guillermo Tritschler y Córdoba, und der Bischof von Tacámbaro, José Abraham Martínez Betancourt.
Er nahm an allen vier Sitzungsperioden des Zweiten Vatikanischen Konzils als Konzilsvater teil.
José Gabriel Anaya y Diez de Bonilla trat am 15. September 1967 als Bischof von Zamora zurück und wurde zum Titularbischof von Rusguniae ernannt.